# 端州区
23°03′14.36″N 112°28′46.09″E / 23.0539889°N 112.4794694°E
端州区是中国广东省肇庆市下辖的一个市辖区，位于肇庆市南部，为肇庆市政府驻地，端州地名始于隋朝。隋以前，一直为高要县治所在地。隋开皇九年（公元589年）置端州，为州治所在地。北宋徽宗重和元年（1118年），端州升为肇庆府。1949年11月，首设县级肇庆市，后几经并撤。1988年3月，肇庆实行市管县新体制，原肇庆地区改称肇庆市，原肇庆市改为端州区，为肇庆市的城区，区人民政府驻城东街道古塔中路15号。
端州区下辖4个街道办事处，22个村民委员会和57个居民委员会。耕地面积277.47公顷，粮食播种面积320公顷，粮食产量0.17万吨。林地面积6726.4公顷，森林覆盖率22.85%，活立木蓄积量12.26万立方米。
端州区以交通、地理、资源等优势经济发展迅猛，2012年生产总值141.52亿元，比上年增长10.6%。其中，第一产业增加值0.69亿元，下降9%；第二产业增加值59.91亿元，增长14.7%；工业增加值49.5亿元，增长19.4%；第三产业增加值80.92亿元，增长7.8%。人均地区生产总值7.3万元，增长10%。

## 地理
端州区位于广东省中部偏西，西江中下游北岸，属于珠江三角洲经济区范围，是肇庆市政治、经济、文化中心。南临西江，北靠北岭山，东邻鼎湖山，西与高要区小湘镇接壤。处于东经112°23′—34′，北纬23°2′—11′之间，西江贯穿其中。
端州区因山、湖、江三者而形成了呈狭长型的市区，区内北部为北岭山，为南岭的一部份，西南部有小型丘陵，以象山最为人所知，东北部有石山岩群，中部有大面积湖塘。独特的地形地貌形成石林、溶洞、孤峰等地貌，如市区的七星岩等。

## 气候
属南亚热带季风湿润型气候，其特点是夏季吹偏南风，冬季吹偏北风，雨量丰富、阳光充足、气候温暖，夏稍热，冬偶寒。多年平均温度为22.1℃，最冷1月平均气温14.2℃。60年以来极端最低气温-1℃（1955年1月11日），最热8月平均气温29.0℃，60年以来极端最高气温38.7℃（1990年8月17日），若根据平均气温10℃以下为冬，22℃以上为夏，10.1℃至21.9℃为春、秋两季的划分季节标准，则此地春、秋时间为5个月，夏季时间长达7个月，没有真正的冬天。年平均日照为1736.85小时。无霜期年平均356.5天，年有霜日数平均不到10天。年平均降雨量达1644.7毫米，年平均降雨日数为156.3天，60年以来极端年最大雨量2245.7毫米(1951年)。降雨集中在每年5月至8月，6月出现第一个降雨高峰，8月出现第二个降雨高峰。
| 肇庆市气象数据（1981年至2010年）             | 肇庆市气象数据（1981年至2010年） | 肇庆市气象数据（1981年至2010年） | 肇庆市气象数据（1981年至2010年） | 肇庆市气象数据（1981年至2010年） | 肇庆市气象数据（1981年至2010年） | 肇庆市气象数据（1981年至2010年） | 肇庆市气象数据（1981年至2010年） | 肇庆市气象数据（1981年至2010年） | 肇庆市气象数据（1981年至2010年） | 肇庆市气象数据（1981年至2010年） | 肇庆市气象数据（1981年至2010年） | 肇庆市气象数据（1981年至2010年） | 肇庆市气象数据（1981年至2010年） |
| 月份                                         | 1月                              | 2月                              | 3月                              | 4月                              | 5月                              | 6月                              | 7月                              | 8月                              | 9月                              | 10月                             | 11月                             | 12月                             | 全年                             |
| -------------------------------------------- | -------------------------------- | -------------------------------- | -------------------------------- | -------------------------------- | -------------------------------- | -------------------------------- | -------------------------------- | -------------------------------- | -------------------------------- | -------------------------------- | -------------------------------- | -------------------------------- | -------------------------------- |
| 历史最高温 °C（°F）                          | 28.3 (82.9)                      | 31.4 (88.5)                      | 32.4 (90.3)                      | 34.4 (93.9)                      | 34.9 (94.8)                      | 37.9 (100.2)                     | 38.5 (101.3)                     | 38.1 (100.6)                     | 36.9 (98.4)                      | 35.8 (96.4)                      | 33.1 (91.6)                      | 30.0 (86.0)                      | 38.5 (101.3)                     |
| 平均高温 °C（°F）                            | 18.2 (64.8)                      | 20.4 (68.7)                      | 22.3 (72.1)                      | 26.3 (79.3)                      | 30.0 (86.0)                      | 31.9 (89.4)                      | 33.4 (92.1)                      | 33.3 (91.9)                      | 31.7 (89.1)                      | 29.2 (84.6)                      | 24.6 (76.3)                      | 20.2 (68.4)                      | 26.8 (80.2)                      |
| 日均气温 °C（°F）                            | 14.2 (57.6)                      | 16.4 (61.5)                      | 18.6 (65.5)                      | 22.6 (72.7)                      | 26.0 (78.8)                      | 27.8 (82.0)                      | 29.0 (84.2)                      | 28.9 (84.0)                      | 27.7 (81.9)                      | 25.1 (77.2)                      | 20.2 (68.4)                      | 15.8 (60.4)                      | 22.7 (72.9)                      |
| 平均低温 °C（°F）                            | 11.3 (52.3)                      | 13.6 (56.5)                      | 15.9 (60.6)                      | 20.0 (68.0)                      | 23.2 (73.8)                      | 25.0 (77.0)                      | 25.8 (78.4)                      | 25.8 (78.4)                      | 24.6 (76.3)                      | 21.8 (71.2)                      | 16.7 (62.1)                      | 12.5 (54.5)                      | 19.7 (67.4)                      |
| 历史最低温 °C（°F）                          | 3.1 (37.6)                       | 3.9 (39.0)                       | 6.1 (43.0)                       | 10.7 (51.3)                      | 16.8 (62.2)                      | 20.4 (68.7)                      | 22.9 (73.2)                      | 22.6 (72.7)                      | 18.8 (65.8)                      | 13.4 (56.1)                      | 5.3 (41.5)                       | 1.7 (35.1)                       | 1.7 (35.1)                       |
| 平均降水量 mm（）                            | 44.8 (1.76)                      | 63.6 (2.50)                      | 88.5 (3.48)                      | 181.9 (7.16)                     | 258.8 (10.19)                    | 274.7 (10.81)                    | 229.1 (9.02)                     | 209.2 (8.24)                     | 153.6 (6.05)                     | 61.0 (2.40)                      | 38.9 (1.53)                      | 28.9 (1.14)                      | 1,633 (64.28)                    |
| 平均降水天数（≥ 0.1 mm）                     | 8.2                              | 12.3                             | 15.9                             | 17.4                             | 19.9                             | 18.9                             | 17.2                             | 17.4                             | 12.4                             | 6.7                              | 5.5                              | 5.3                              | 157.1                            |
| 平均相對濕度（％）                           | 71                               | 76                               | 80                               | 82                               | 79                               | 82                               | 79                               | 79                               | 75                               | 69                               | 67                               | 66                               | 75                               |
| 来源1：中国气象数据网                        |                                  |                                  |                                  |                                  |                                  |                                  |                                  |                                  |                                  |                                  |                                  |                                  |                                  |
| 来源2：中国天气网（1971–2000年间的降水天数） |                                  |                                  |                                  |                                  |                                  |                                  |                                  |                                  |                                  |                                  |                                  |                                  |                                  |

### 历年一季度
1～3月，端州由寒冷的冬季逐渐转为冷暖交替的初春季节。北方冷空气势力逐月减弱，而南方暖湿气流逐渐加强北上，冷暖气团交替较频繁，造成全市天气变化较大。季度平均气温13.8℃～15.5℃，各月平均气温呈逐月上升趋势。

### 历年二季度
4～6月是前汛期，季内平均气温24.5℃～25.3℃，各月平均气温呈逐月上升趋势。前汛期是端州暴雨天气多发季节，每年有2～4天的暴雨，前汛期也是端州雷雨大风、冰雹等强对流天气的多发期。季内主要气象灾害：暴雨、强对流、洪涝灾害。

### 历年三季度
7～9月是后汛期，肇庆市各地历年平均降水量为450～610毫米，占年降水量的40%。7～8月是盛夏季节，高温炎热；后汛期是台风、暴雨多发季节。平均每年有3～4个台风影响端州，受台风影响，各地风雨交加，易引发山洪和低洼地区的洪涝灾害，还有大风灾害。

### 历年四季度
10～12月，端州区逐渐转吹东北季风，北方冷空气渐渐加强南压。寒露后气温明显下降。10～12月平均气温呈逐月下降趋势。天气以晴冷干燥为主。季内主要灾害天气：寒露风、霜降风、低温、霜冻、秋冬干旱。

## 历史[5]

七星岩

- 本辖区秦始皇三十三年（前214年）属南海郡

- 秦末汉初属南越国

- 汉武帝元鼎六年(公元前111年)置高要县，今城区为高要县治

- 此后南北朝梁天监六年(公元507年)置高要郡；

- 隋开皇九年(公元589年)设端州，州治在今端州城区，大业三年（607年）改设信安郡

- 唐武德四年（621年）复设端州，天宝元年（743年）复置高要郡，乾元元年（756年）改为端州

- 宋重和元年(1118年)设肇庆府，元至元十六年(1279年)改设肇庆路，明洪武元年(1368年)复设肇庆府

- 明至清宣统三年（1911年）一直设肇庆府

- 高要县城历为上述郡、州、府、路的治所

- 民国时期先后隶属粤海道、西区、西北区、第三区、第十一区

- 民国二十四年（1935年）设肇市镇，民国二十九年（1940年）改称肇庆镇，谓高要县城肇庆镇始

- 中华人民共和国成立后至1988年，先后属西江专区、粤中行政区和高要、江门、肇庆专区及肇庆地区

- 1949年11月、1958年4月，肇庆镇两次升格为肇庆市（县级），不久均撤销，仍属高要县

- 自民国元年至1961年，肇庆镇数度成为区的治所

- 1961年4月，肇庆镇再次升格为肇庆市（县级），辖镇南、狮山、宝月、双东、二桂、渔业6个公社

- 1965年11月，双东、二桂合并为郊区公社。1971年2月，渔业公社与交通合作社、木帆船社合并为水上公社

- 1972年4月，撤销城市人民公社制度。镇南、狮山、宝月公社分别改为东区、西区和北区，水上公社撤销，按合并前分开三个单位

- 1974年1月，郊区公社分为睦岗公社和下黄岗公社。自1961年4月始至1988年3月，肇庆地区党政军机关驻肇庆市

- 1988年1月7日，国务院批准撤销肇庆地区，将肇庆升格为地级市，以原肇庆市为基础设立肇庆市端州区（县级），新设区时以古端州命名而得名

- 1988年3月2日，肇庆市端州区党政机关挂牌办公，端州区辖东区、水上、西区、北区和黄岗、睦岗二镇

- 1991年东区、水上、西区、北区易名为城东、城南、城西、城北。2010年10月，撤销黄岗镇、睦岗镇，设立黄岗街道、睦岗街道

## 行政区划
端州区下辖4个街道办事处：
城东街道、城西街道、黄岗街道和睦岗街道。

## 人口
2018年端州區戶籍人口41.37萬人。2018年末，常住人口50.94萬人。2020年常住人口60.45萬人。

## 经济

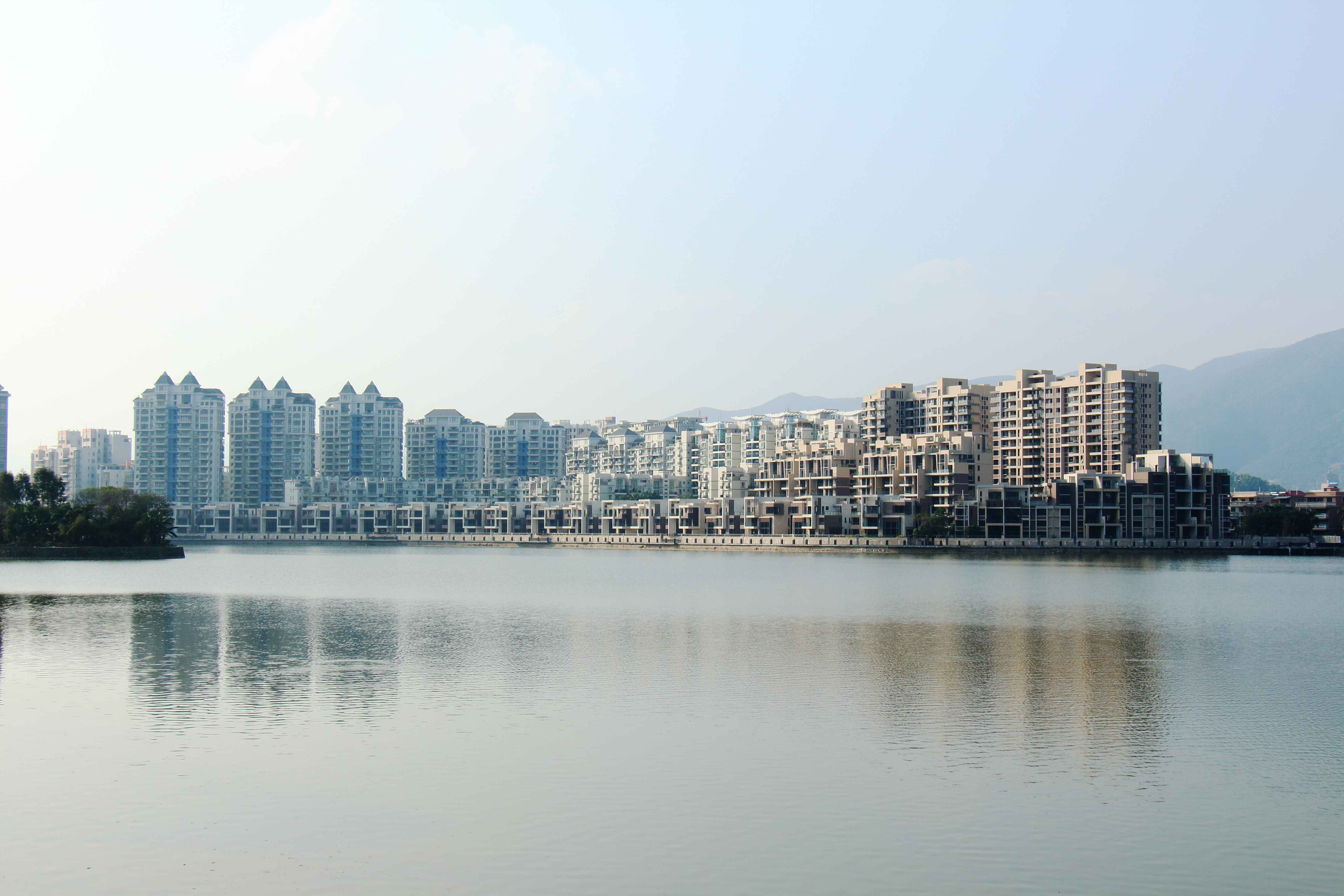
新世界花园楼盘

端州区有着作为中等城市城区各种良好的基础设施条件，以二、三产业为主的城市经济繁荣发展。
端州经济主要由工业、建筑房地产业、商贸餐旅业三大支柱产业构成。
第一产业主要分布于远离市中心的郊区，第二产业主要分布在区内睦岗、黄岗街道，经多年发展，以上街道已形成具规模的工业集聚，主要有三榕工业区、蓝塘工业区等，第三、第四产业主要分布于市中心，主要商业集聚在区内康乐北路、天宁北路、建筑三路和端州四路。。

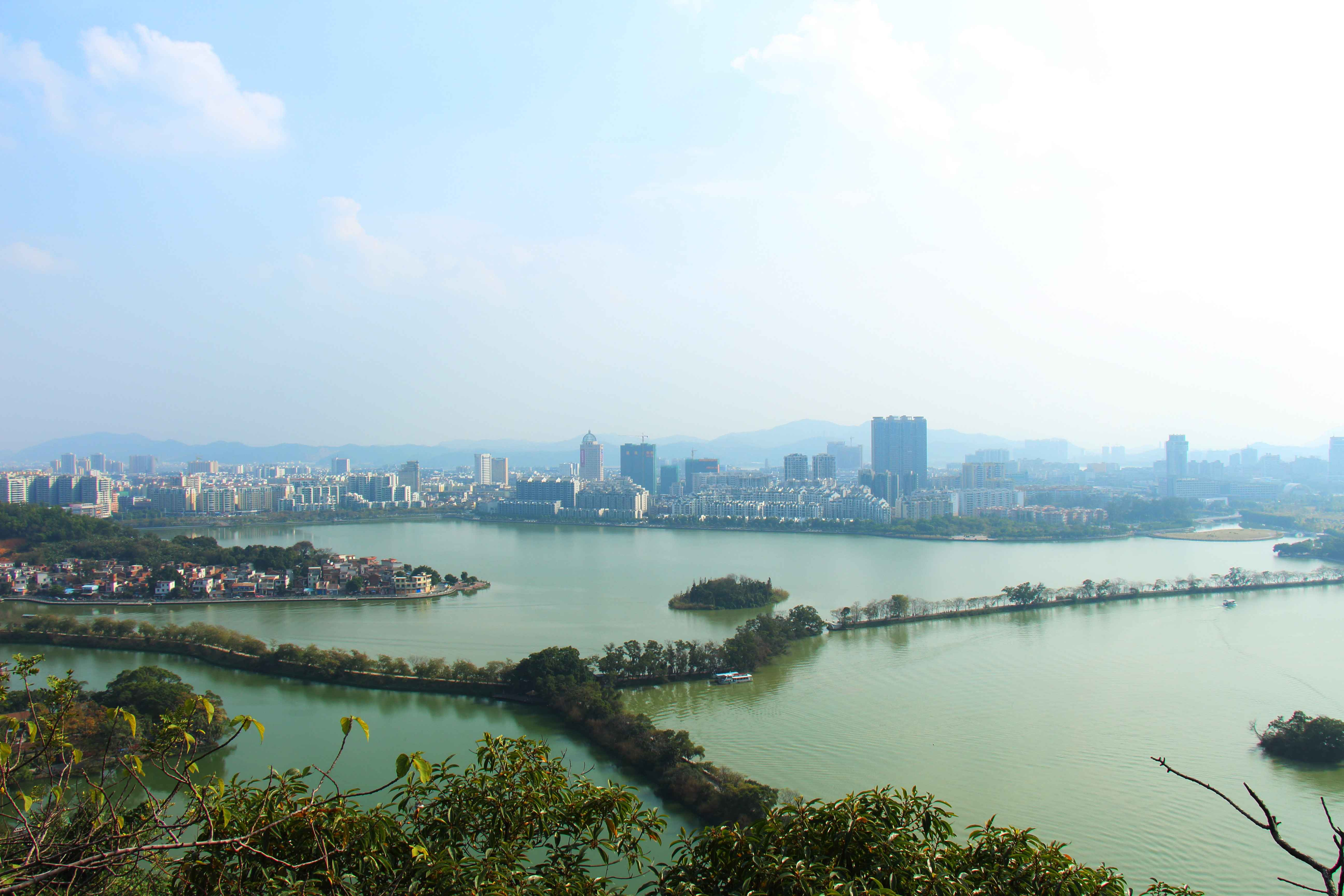
七星岩往端州区方向远眺

## 公共设施

### 公园

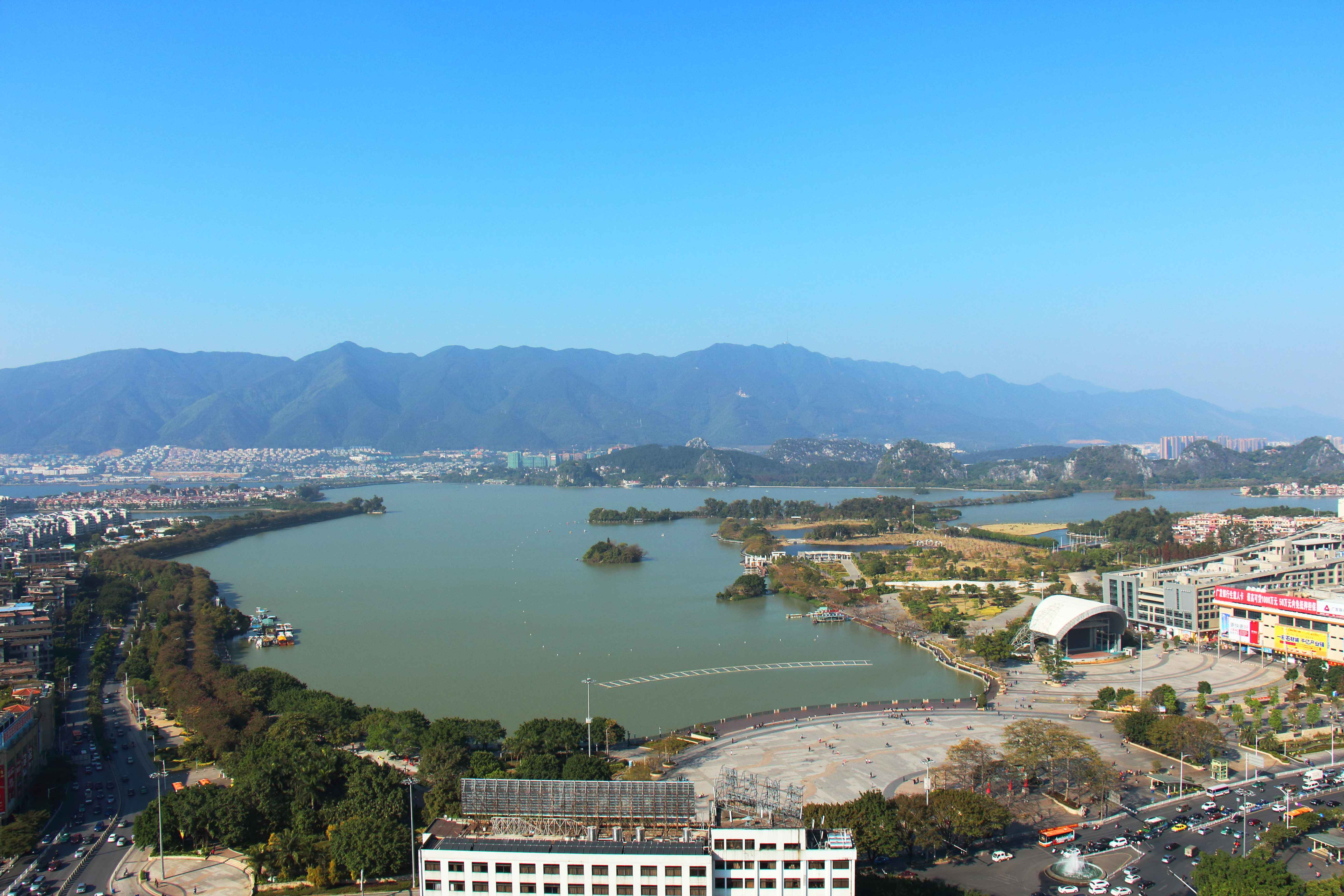
牌坊广场全景

区内有多座公园分布其中，其中以牌坊广场最为著名，芙蓉公园、宝月公园、波海公园、伴月湖公园、星湖湾公园、儿童公园和城东公园也各具特色，其中城东公园经改造后，引进了大量机动设施，增加了客流量。
为配合广东绿道的建设，区内还增建了东门广场公园和波海公园，七星岩风景区内还有星湖湿地公园

BoHai Park

星湖湾公园

### 医疗机构
截至2023年末，全区共有各类医疗卫生机构417个(含村卫生室)，其中，医院26个，社区卫生服务机构11个，妇幼保健机构2个，专科疾病防治机构1个，疾病预防控制中心2个，卫生监督机构1个，其它医疗卫生机构374个。
以下为部分公立医院：
- 肇庆市第一人民医院
- 肇庆市第二人民医院
- 肇庆市第三人民医院
- 肇庆中医院
- 中山大学附属第三医院肇庆医院
- 端州区人民医院
- 高要区人民医院
- 肇庆市肺结核防治所
- 肇庆市皮肤病医院
- 端州区妇幼保健院
- 肇庆华佗医院
- 肇庆复退军人医院
- 肇庆医学高等专科学校附属医院

除以上公立医院外，城区还有大量民营专科医院以及诊所。

### 文化设施[11]
- 肇庆市工人文化宫
- 肇庆市少年宫
- 肇庆市图书馆（本部）
- 端州区图书馆
- 肇庆市图书馆翕庐分馆
- 肇庆市博物馆[12]
- 中国砚文化博物馆
- 肇庆学院福慧图书馆

### 体育设施
城区主要体育设施集中在肇庆体育中心，在城区天宁北路附件有端州区体育馆，城东附近有端州区游泳馆，城南有西江体育场，值得一提的是，肇庆市已成功申办广东省第十五届运动会，为配合省运会，将在肇庆新区兴建肇庆奥林匹克体育中心并升级改造市区一批体育场馆。

## 教育[14][15]

### 高等教育

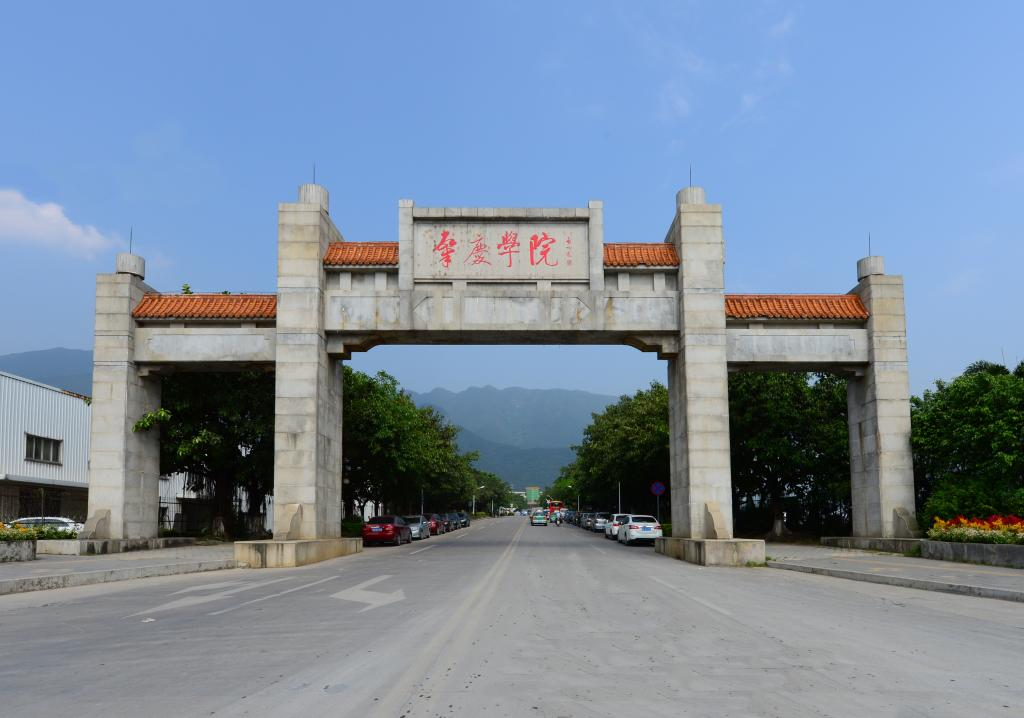
肇庆学院

- 肇庆学院
- 广东工商职业技术大学
- 广东理工学院
- 肇庆医学高等专科学校
- 广东金融学院（肇庆校区）
- 广州应用科技学院
- 广东信息工程职业学院
- 广东肇庆航空职业学院

### 小学
- 肇庆市第十六小学
- 肇庆加美学校小学部
- 肇庆市百花园小学
- 肇庆外国语实验学校小学部
- 肇庆第六小学
- 肇庆第一小学
- 肇庆第九小学
- 肇庆实验小学
- 肇庆端城小学
- 肇庆汇星小学
- 肇庆龙禧小学
- 肇庆第十七小学
- 肇庆第七小学
- 肇庆逸夫小学
- 肇庆美亚小学
- 肇庆第八小学
- 肇庆第十五小学
- 肇庆第十一小学
- 肇庆下瑶小学
- 肇庆出头小学
- 肇庆铁路学校小学部
- 肇庆河苑小学
- 肇庆岩前小学
- 肇庆新华小学

### 中学
- 广东肇庆中学
- 肇庆市第一中学
- 肇庆市端州中学
- 肇庆市第十二中学
- 肇庆学院附属中学
- 肇庆市宣卿学校
- 肇庆第五中学
- 肇庆百花中学
- 肇庆市第六中学
- 肇庆市第四中学
- 肇庆市颂德学校（初中）
- 肇庆第八中学
- 肇庆第七中学
- 肇庆第四中学
- 肇庆加美学校
- 肇庆铁路学校
- 肇庆市第一中学实验学校

### 中专、职高
- 肇庆市技师学院
- 肇庆医学高等专科学校附属卫生学校（中职）
- 肇庆广播电视大学（国家开放大学）
- 肇庆市工业贸易学校
- 肇庆科技职业技术学院
- 肇庆工程技术学校（市农业学校）
- 肇庆职业学校
- 肇庆经贸中职学校（市商务技工学校）
- 肇庆贸易职业学校
- 肇庆外语外贸职业学校
- 肇庆商业职业学校（市商业技工学校）
- 肇庆理工学校

## 交通

### 主干道
321国道， 广佛肇高速，肇庆大道，星湖大道，信安路，端州路，西江路，建设路，天宁路，康乐路，工农路

### 铁路
南广铁路、贵广铁路、广肇城际铁路、三茂铁路、柳肇铁路（规划中）

### 桥梁
肇庆西江大桥，肇庆大桥，阅江大桥

### 客运站
目前在运营的客运站有：肇庆城东客运站、肇庆长途汽车客运站
2019年5月1日，肇庆市城西客运站因企业经营现状及转型发展需求终止运营。
2021年12月1日，肇庆粤运汽车总站因客流量锐减暂停营业，原有班次调整至肇庆城东客运站运营。

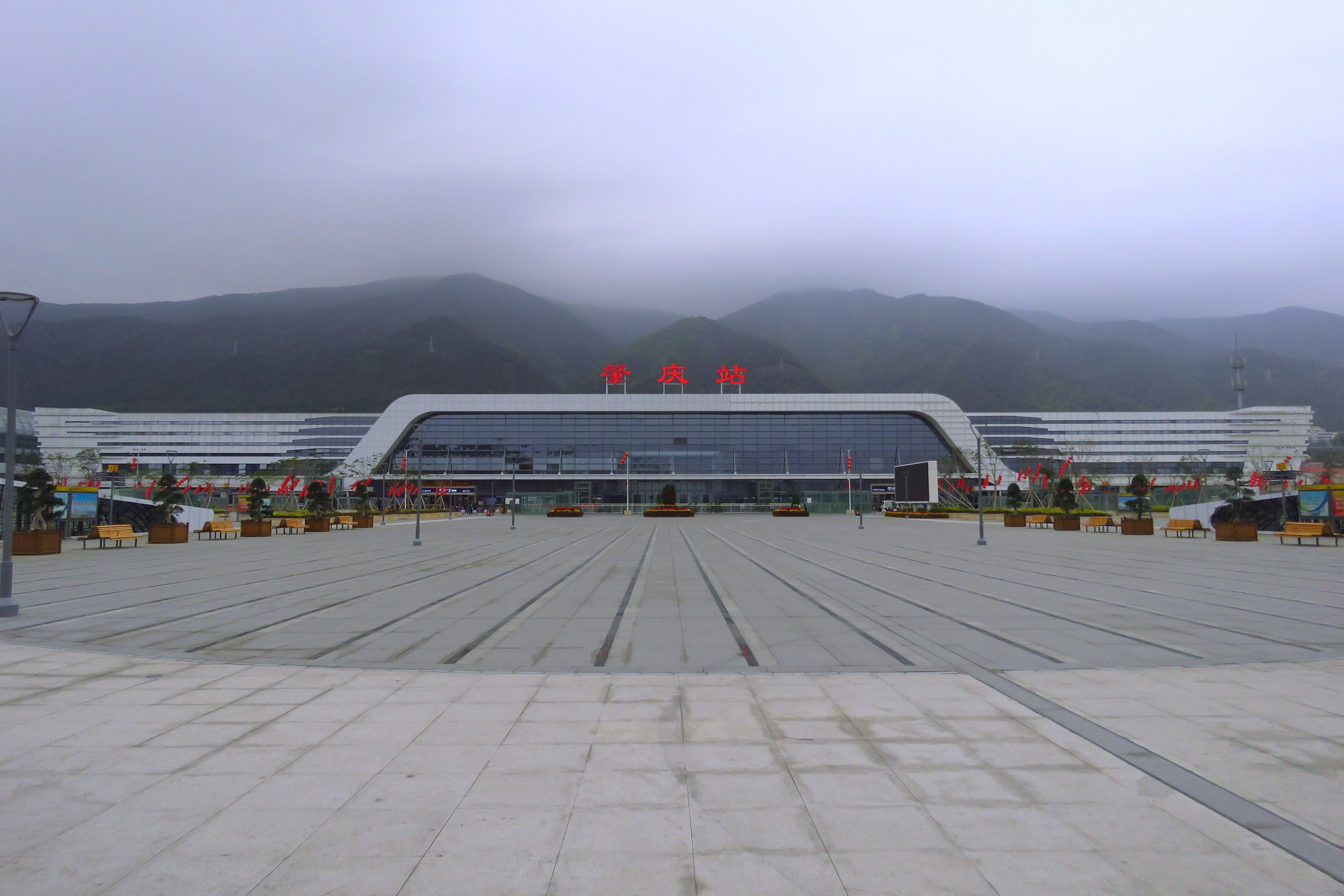
肇庆站

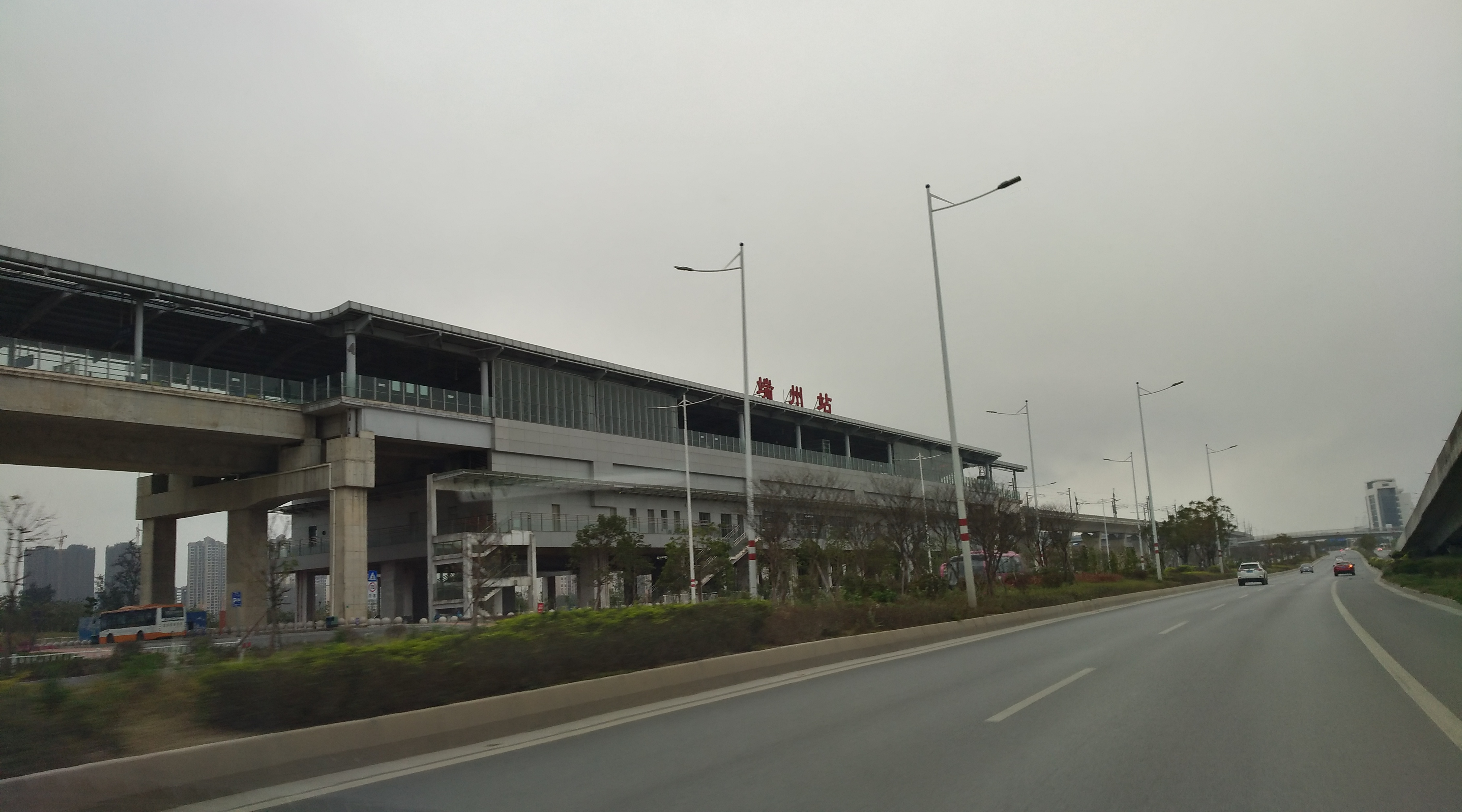
端州站

### 火车站
- 肇庆站
- 端州站

## 旅游
区内旅游资源得天独厚，是国家级风景旅游城市、历史文化名城。
端州城区内
- 一江（西江）绕城
- 两湖（星湖、鼎湖）相连
- 三峡（三榕峡、大鼎峡、羚羊峡）争险
- 四塔（崇禧塔、文明塔、元魁塔、巽峰塔）对峙
- 五楼（阅江楼、披云楼、丽谯楼、波海楼、绿瓦楼）斗丽。

还有梅庵、宋城墙、肇庆府学宫等文物古迹，人文景观和自然景观结合得和谐美妙。
最具代表有星湖旅游景区（国家5A级旅游景区），星湖风景区为国务院首批公布的“全国十大文明景区示范点”，它位于城区北部，以峰岩、湖泊、喀斯特地貌为主要特色，具有“五湖六岗七岩八洞”之美景，享有“桂林之山，杭州之水”的盛誉。

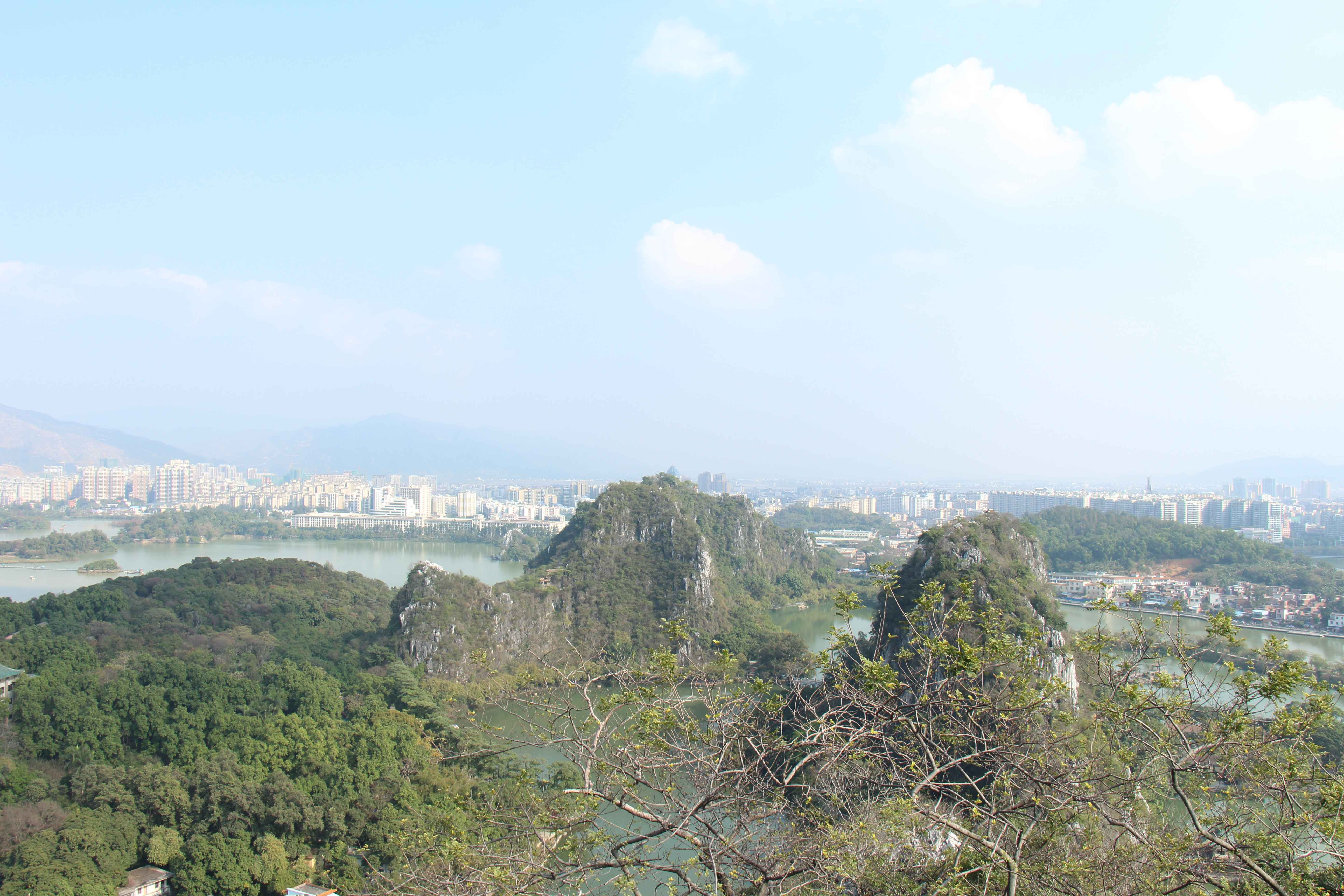
七星岩远眺
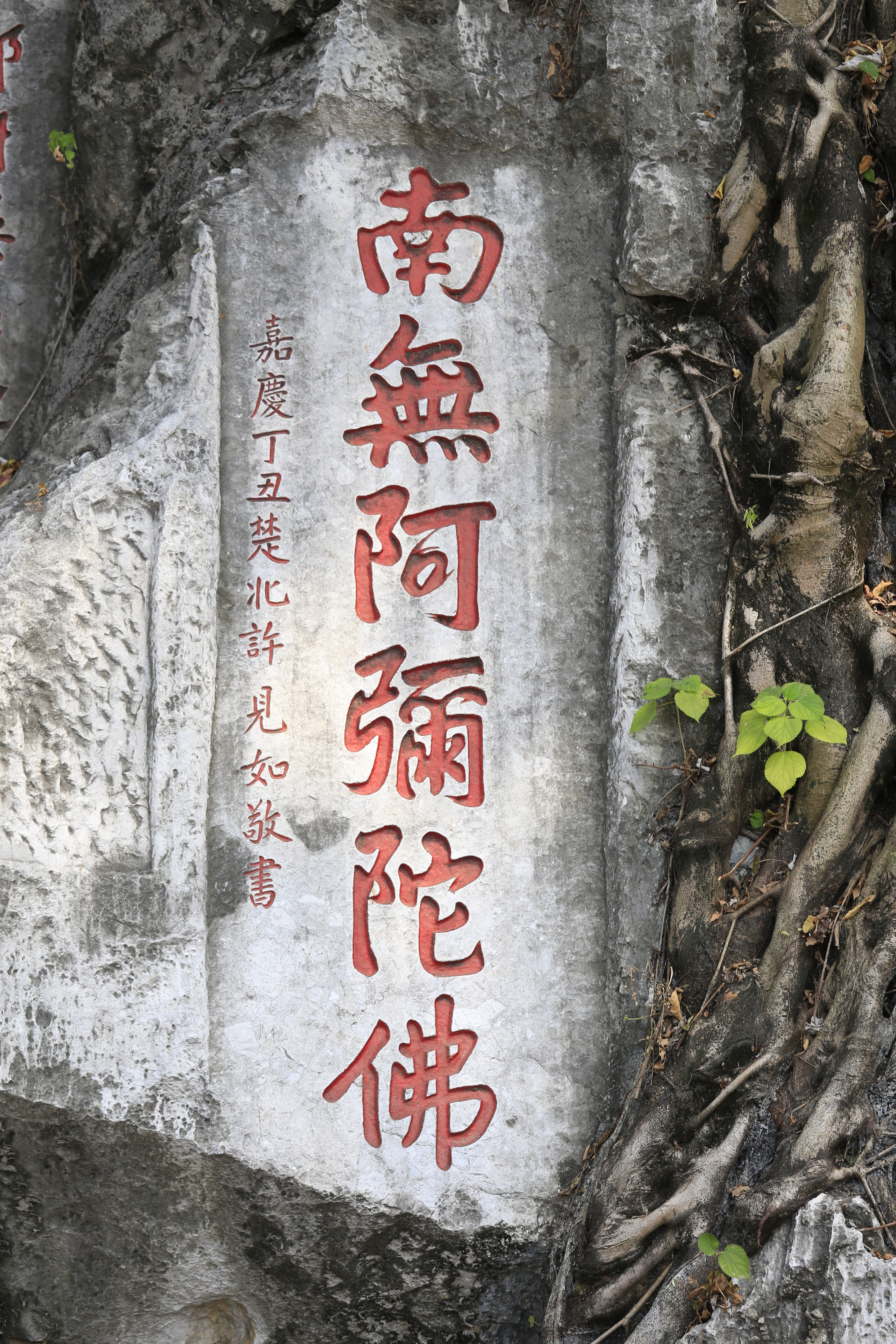
七星岩
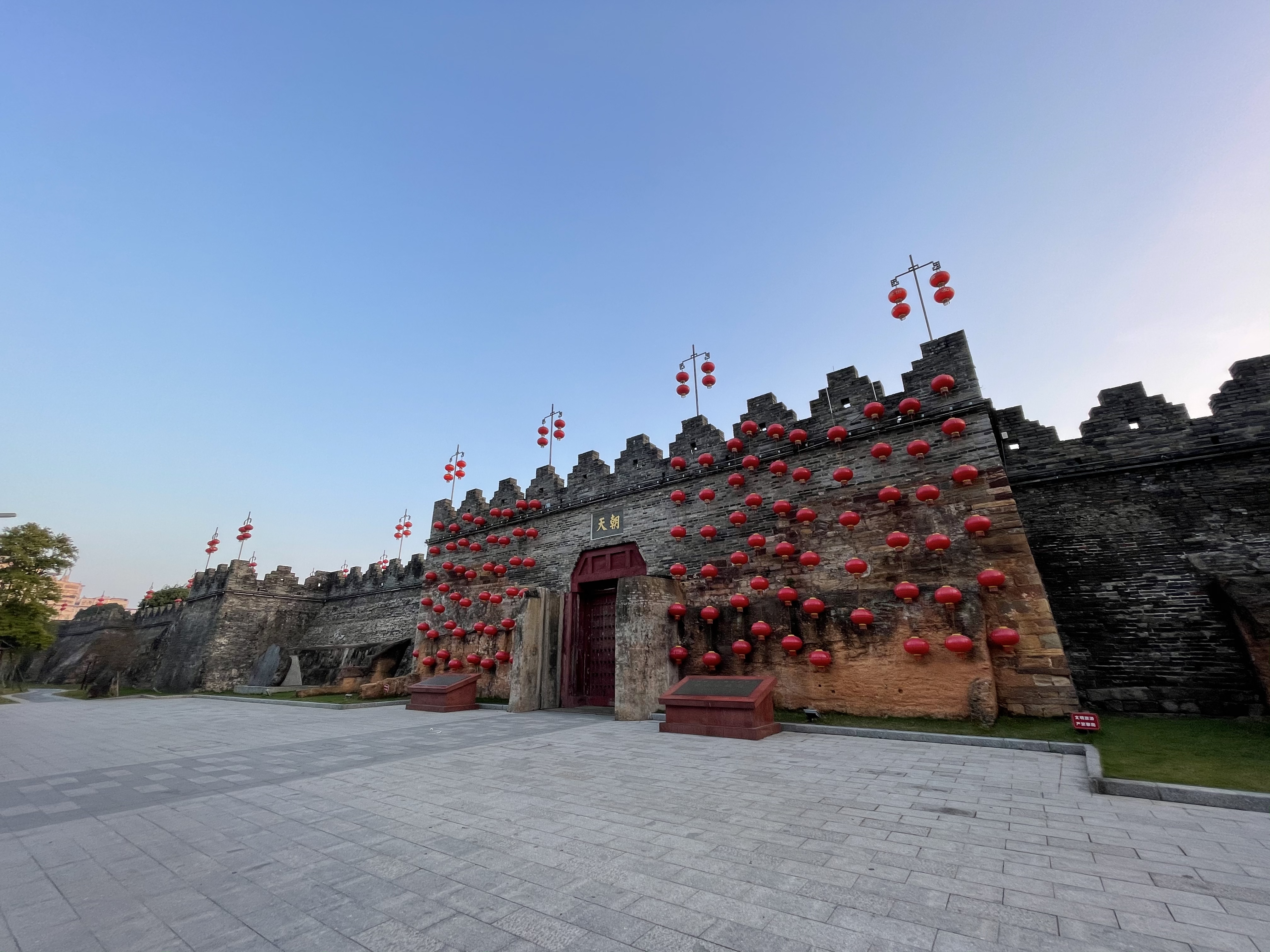
肇庆城墙
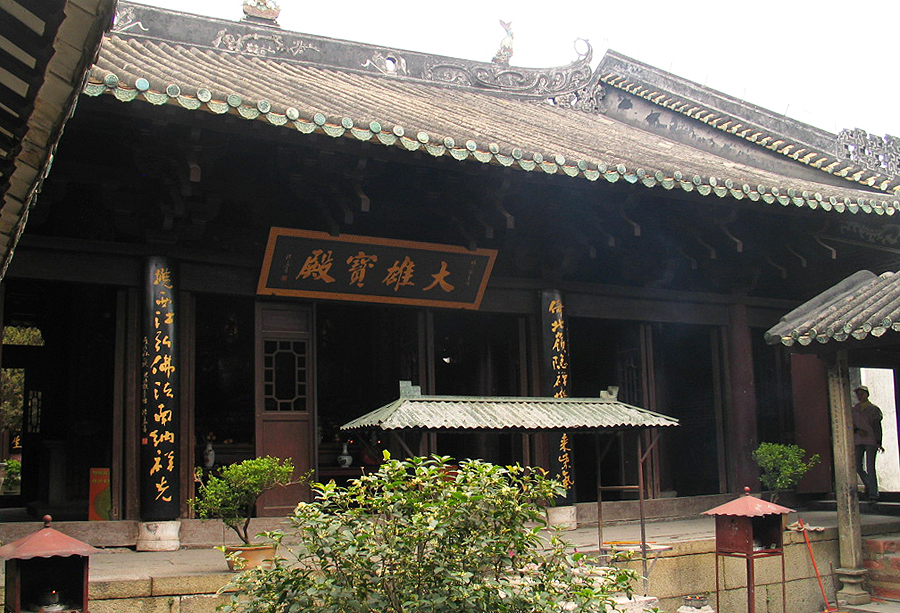
肇庆梅庵大殿
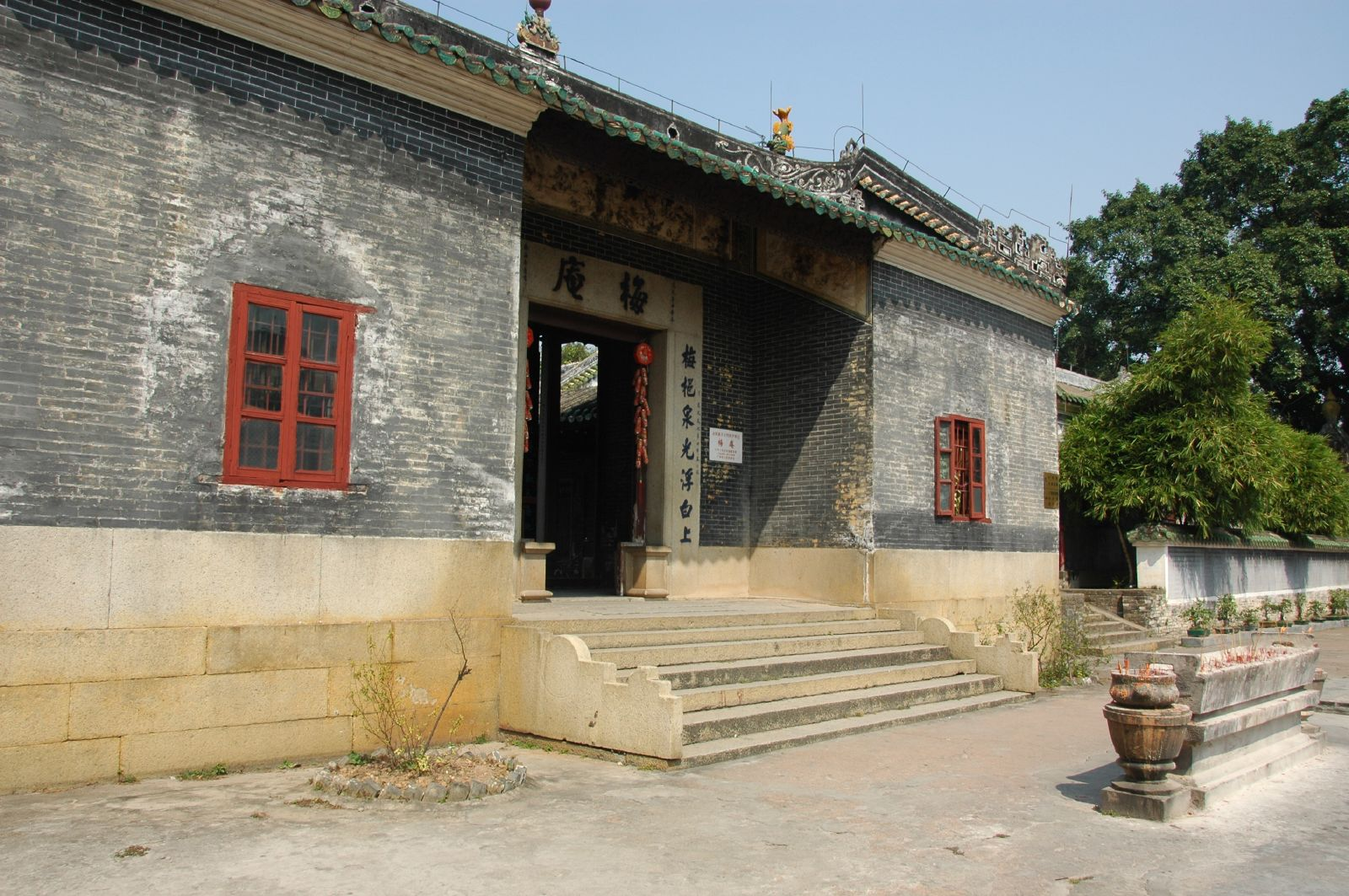
梅庵
肇庆阅江楼
崇禧塔
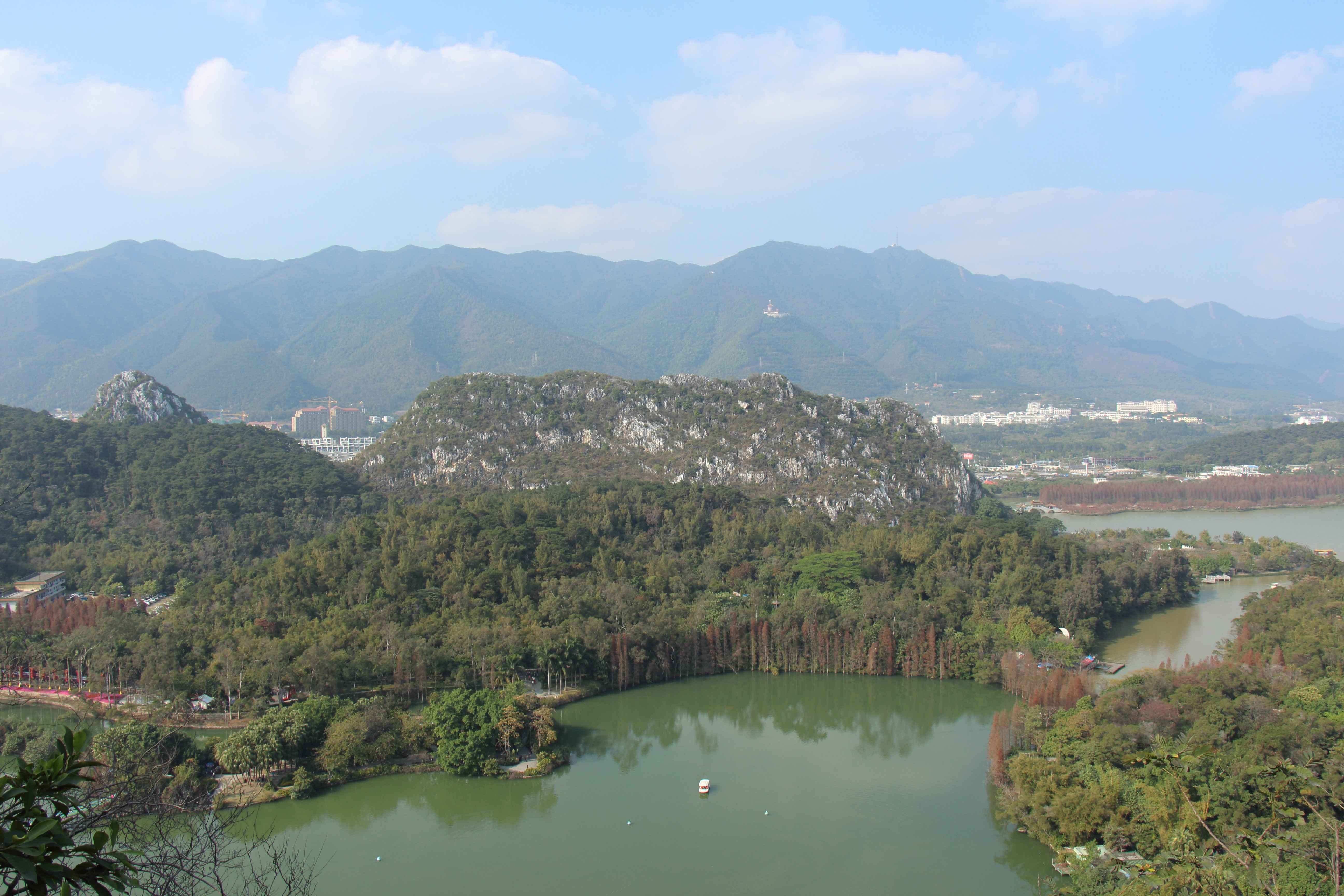
七星岩远眺-2